# Église Notre-Dame de Gouvix
Pour les articles homonymes, voir Église Notre-Dame.
L'église Notre-Dame est une église catholique du XIIIe siècle située à Gouvix, en France.

## Localisation
L'église est située dans le département français du Calvados, dans le bourg de Gouvix.

## Historique
L'édifice est inscrit au titre des monuments historiques depuis le 18 mars 1927.